# 海滨街道 (吴川市)
海滨街道，是中华人民共和国广东省湛江市吴川市下辖的一个乡镇级行政单位。

## 行政区划
海滨街道下辖以下地区：
新兴社区、博茂社区、塘尾社区、鸿城社区和梅逢社区。